# Llista de les banderes de Noruega
Aquesta és una llista que conté les diferents banderes que s'utilitzen o s'han utilitzat a Noruega.

## Bandera nacional
| Bandera            | Data          | Ús                          | Descripció |
| ------------------ | ------------- | --------------------------- | --- |
| Bandera de Noruega | 1821–avui dia | Bandera nacional            | Bandera de camp vermell sobre el que s'hi inscriuen dues creus nòrdiques sobreposades, blanca la de sota i blau marí la de sobre. Fou dissenyada per Frederik Meltzer i les proporcions són 16:22. |
| Bandera d'estat    | 1899-avui dia | Bandera d'estat i de guerra | Mateix disseny que la bandera nacional però acabada en tres cues i de proporcions 16:27. |
| Penó civil noruec  |               | Penó civil                  | El penó noruec no mostra la creu nòrdica, sinó que utilitza una simple franja blau marí fimbriada de blanc sobre un camp vermell triangular.                                                       |

## Personals

### Família reial
| Bandera         | Data          | Ús              | Descripció |
| --------------- | ------------- | --------------- | --- |
| Estendard reial | 1905–avui dia | Estendard reial | Bandera heràldica amb les armes reials, un lleó rampant coronat d'or que sosté una destral sobre un camp de gules. |
| Penó reial      |               | Penó reial      | Estendard reial en forma de penó però acabat en dues cues.                                                         |

### Govern
| Bandera                                | Data          | Ús                  | Descripció                                                                |
| -------------------------------------- | ------------- | ------------------- | ------------------------------------------------------------------------- |
| Bandera del Ministre de Defensa noruec | 1937–avui dia | Ministre de Defensa | Bandera d'estat amb el lleó rampant de l'escut d'armes noruec al quarter. |

### Històriques
| Bandera                                            | Data      | Ús                  | Descripció                                                                                          |
| -------------------------------------------------- | --------- | ------------------- | --------------------------------------------------------------------------------------------------- |
| Estendard reial (1844-1905)                        | 1844–1905 | Estendard reial     | Bandera d'estat amb l'escut reial al centre i la bandera de la Unió de Noruega i Suècia al quarter. |
| Estendard reial (1815-1844)                        | 1815-1844 | Estendard reial     | Bandera d'estat sueca amb l'escut reial al centre.                                                  |
| Bandera del Ministre de Defensa noruec (1905-1937) | 1905-1937 | Ministre de Defensa | Bandera d'estat amb el lleó rampant de l'escut d'armes noruec al quarter.                           |

## Divisió Administrativa
A partir de l'1 de gener de 2024 Noruega estarà dividida en 12 circumscripcions territorials de primer ordre anomenades comtats.

### Comtats
| Bandera                         | Data          | Ús                   | Descripció |
| ------------------------------- | ------------- | -------------------- | --- |
| Bandera d'Agder                 |               | Agder                | Bandera heràldica formada per la silueta d'un arbre daurat sobre un camp vermell. |
| Bandera de Finnmark             |               | Finnmark             | Bandera heràldica formada per la silueta d'un castell groc sobre un camp negre. |
| Escut d'Innlandet               | 2018-avui dia | Innlandet            | No té bandera. El blassonament oficial el descriu així: Sobre un camp verd, tres línies en plata apuntant cap amunt i cap endavant, ancorades en la història i el futur d'Innlandet com a eix. El motiu mostra els recursos naturals que es mantenen forts a l'interior, amb aigua, muntanyes i copes dels arbres. El nus interior també simbolitza ciutat i país.                     |
| Bandera de Møre og Romsdal      |               | Møre og Romsdal      | Bandera heràldica formada a partir de l'escut del comtat concedit el 1978. La bandera mostra tres proes de vaixell víking de color daurat sobre un fons blau cel. Els tres vaixells representen els tres districtes del comtat: Sunnmøre, Romsdal i Nordmøre. |
| Bandera de Nordland             |               | Nordland             | Bandera heràldica formada a partir de l'escut del comtat concedit el 1965. La bandera mostra un nordlandsbåt (vaixell tradicional de pesca de Nordland) negre sobre fons daurat. |
| Bandera d'Oslo                  |               | Oslo                 | Bandera heràldica formada a partir de l'escut municipal sobre un fons blau. L'escut representa al sant patró de la ciutat, sant Hallvard, assegut en un tron i amb els seus atributs, la pedra del molí i les fletxes, i una dona nua sota els seus peus. |
| Bandera de Rogaland             |               | Rogaland             | Bandera heràldica formada a partir de l'escut del comtat concedit el 1974. La bandera mostra una creu de punta blanca sobre un fons blau cel. La creu es basa en l'antiga creu de pedra de Sola, el monument nacional més antic de Noruega. Va ser erigida en memòria d'Erling Skjalgsson després de la seva mort el 1028. Aquest tipus de creu era molt comuna a la Noruega medieval. |
| Bandera de Troms                |               | Troms                | Bandera |
| Bandera de Trøndelag            |               | Trøndelag            | Camp blanc amb l'escut del comtat al centre. Aquest està format per una creu patent groga sobre camp blanc. |
| Bandera de Vestfold og Telemark | 2020-avui dia | Vestfold og Telemark | Camp vermell amb l'escut del comtat al centre. Al ser tots dos camps del mateix color, a la bandera no es dibuixa la forma de l'escut. L'escut conté en color groc la silueta d'un proa d'una embarcació, en referència al vaixell de Klåstad, entre dues flors d'Acanthus. |
| Escut de Vestland               | 2019-avui dia | Vestland             | No té bandera. L'escut del comtat mostra un motiu de fiord amb dues muntanyes de plata sobre un fons blau profund. S'aprovà el 2019. |
| Escut de Viken                  |               | Viken                | No té bandera. L'escut del comtat mostra una muntanya platejada reflectida sobre un camp blau. |

Notes:
1. ↑  El comtat de Finmark es va fusionar l'1 de gener de 2020 amb el comtat veí de Troms per crear el nou comtat de Troms og Finnmark, però el proper 1 de gener de 2024, aquest nou comtat es tornarà a dividir de nou en dos després d'una decisió presa pel parlament noruec el 15 de juny de 2022.[3][4]
2. ↑  El comtat de Troms es va fusionar l'1 de gener de 2020 amb el comtat veí de Finnmark per crear el nou comtat de Troms og Finnmark, però el proper 1 de gener de 2024, aquest nou comtat es tornarà a dividir de nou en dos després d'una decisió presa pel parlament noruec el 15 de juny de 2022.[3][4]
3. ↑  El 15 de febrer de 2022 el consell del comtat va votar restablir les antigues fronteres del comtat, pel que aquest es tornarà a dividir en dos a partir de l'1 de gener de 2024.[10]
4. ↑  El 22 de febrer de 2022, l'assemblea regional de Viken va aprovar la sol·licitud formal per dissoldre el comtat i retornar a la divisió anterior (comtats de Buskerud, d'Akershus i d'Østfold) i que entrarà en vigor l'1 de gener de 2024.[14][15]

### Municipals
Relació de banderes de les capitals de comtat, per a veure la resta cal consultar l'article principal.
| Bandera                 | Data | Ús                                                            | Descripció |
| ----------------------- | ---- | ------------------------------------------------------------- | --- |
| Bandera de Kristiansand |      | Kristiansand (Comtat d'Agder)                                 | Bandera heràldica que mostra el segell municipal concedit pel rei Cristià IV el 1643, un lleó amb una destral davant d'un arbre, sobre un camp vermell amb una creu nòrdica blanca. |
| Bandera de Vadsø        |      | Vadsø (Comtat de Finnmark)                                    | Bandera heràldica extreta de l'escut municipal i que mostra el cap d'un ren en blanc sobre un camp vermell. L'escut fou concedit el 20 de febrer de 1976. |
| Bandera de Hamar        |      | Hamar (Comtat d'Innlandet)                                    | Bandera heràldica extreta de l'escut municipal i que mostra un gall de cua forcada assegut a la part superior d'un pi sobre un camp blanc. Fou descrit per primer cop en l'obra anònima Hamarkrøniken (La Crònica de Hamar), escrita el 1553.                                                                        |
| Bandera de Molde        |      | Molde (Comtat de Møre og Romsdal)                             | Bandera heràldica que mostra l'escut municipal sobre un fons blanc, una balena negra que brolla aigua, que empeny una bota groga davant seu, sobre un camp blau. |
| Bandera de Bodø         |      | Bodø (Comtat de Nordland)                                     | Bandera heràldica extreta de l'escut municipal i que mostra un sol centrat sobre un camp vermell. |
| Bandera d'Oslo          |      | Oslo (Comtat d'Oslo)                                          | Bandera heràldica que mostra l'escut municipal sobre un fons blau. L'escut representa al sant patró de la ciutat, Sant Hallvard, assegut en un tron i amb els seus atributs, la pedra del molí i les fletxes, i una dona nua sota els seus peus.                                                                     |
| Bandera de Stavanger    |      | Stavanger (Comtat de Rogaland)                                | Bandera heràldica extreta de l'escut municipal i que mostra en color groc una branca de vinya (Vitis vinifera) amb tres fulles sobre un camp blau cel. |
| Bandera de Tromsø       |      | Tromsø (Comtat de Troms)                                      | Bandera heràldica que mostra les armes de l'escut municipal, un ren en blanc sobre un camp blau cel. L'escut fou concedit resolució real del 24 de setembre de 1941. |
| Bandera de Steinkjer    |      | Steinkjer (Comtat de Trøndelag)                               | Bandera heràldica extreta de l'escut municipal i que mostra un vaixell de vela quadrada elevada d'argent sobre un camp blau cel. |
| Bandera de Tønsberg     |      | Tønsberg, seu del governador (Comtat de Vestfold og Telemark) | Bandera que mostra el segell de la ciutat, datat el 1349, sobre un camp blanc. El segell mostra la fortalesa de Tønsberg envoltada per una muralla sobre el mar i un vaixell davant seu. |
| Bandera de Bergen       |      | Bergen (Comtat de Vestland)                                   | Bandera de camp blanc amb una bordura vermella excepte al costat del pal i amb el segell de la ciutat al centre. El segell mostra un castell d'argent sobre set turons d'or i tot envoltat pel text SIGILLUM : COMMVNITATIS : DE CIVITATE : BERGENSI, traduït com a "Segell de la Comunitat de la ciutat de Bergen". |
| Bandera de Drammen      |      | Drammen, seu del consell (Comtat de Viken)                    | Bandera de camp blau cel amb una faixa ondulada blanca centrada. |

## Minories
| Bandera                       | Data          | Ús               | Descripció |
| ----------------------------- | ------------- | ---------------- | --- |
| Bandera dels sami             | 1986-avui dia | Samis            | Quatre franges verticals de mida desigual en l'ordre vermella, verda, groga i blava. Centrat sobre les dues franges centrals s'hi afegeix un cercle blau i vermell. La bandera va ser dissenyada el 1986 per Astrid Båhl. |
| Bandera dels finesos del bosc | 2022-avui dia | Finesos del bosc | Camp verd amb una creu nòrdica groga fimbriada de vermell que a l'encreuament dels dos braços inclou un rombe negre. Fou dissenyada per Frédéric M. Lindboe i Bettina Gullhagen.                                          |

## Militars
| Bandera                                 | Data          | Ús                                      | Descripció      |
| --------------------------------------- | ------------- | --------------------------------------- | --------------- |
| Estendard de l'Exèrcit noruec           |               | Estendard de l'Exèrcit noruec           | Proporcions 1:1 |
| Estendard de la Guàrdia Reial           | 1991-avui dia | Estendard de la Guàrdia Reial           | Proporcions 1:1 |
| Estendard de l'Acadèmia Militar noruega | 1991-avui dia | Estendard de l'Acadèmia Militar noruega | Proporcions 1:1 |
| Estendard de la Guàrdia nacional        | 1991-avui dia | Estendard de la Guàrdia nacional        | Proporcions 1:1 |

## Organitzacions polítiques
| Bandera                                    | Data          | Ús                                 | Descripció                                                 |
| ------------------------------------------ | ------------- | ---------------------------------- | ---------------------------------------------------------- |
| Bandera de l'Arbeiderpartiet               |               | Partit Laborista                   | Camp vermell amb el logotip del partit al centre.          |
| Bandera del Høyre                          |               | Partit Conservador                 | Camp blau amb el logotip del partit al centre.             |
| Bandera del Partit Roig                    |               | Partit Roig                        | Camp vermell amb el logotip i el nom del partit al centre. |
| Bandera de Venstre                         |               | Partit Liberal                     | Camp verd amb el logotip i el nom del partit al centre.    |
| Bandera del Partit Comunista de Noruega    |               | Partit Comunista de Noruega        | Bandera formada pel logotip del partit.                    |
| Bandera del Moviment de Resistència Nòrdic | 1998-avui dia | Moviment de Resistència Nòrdic     |                                                            |
| Bandera del Tjen Folket                    | 1998-avui dia | Tjen Folket – Kommunistisk Forbund | Camp vermell amb la falç i el martell en groc.             |
| Bandera de la Lliga Juvenil Obrera         |               | Lliga Juvenil Obrera               | Camp vermell amb les inicials de l'organització.           |

### Històriques
| Bandera                                   | Data      | Ús                                                                                    | Descripció |
| ----------------------------------------- | --------- | ------------------------------------------------------------------------------------- | --- |
| Bandera de la Fedrelandslaget             | 1925-1940 | Fedrelandslaget                                                                       | Camp blanc amb un cercle al centre format pels colors de la bandera noruega.                                                                                    |
| Bandera del Moviment obrer noruec         | 1934-1940 |                                                                                       | Utilitzada pel Partit Laborista, la Lliga Juvenil Obrera i la Confederació Sindical de Noruega. Camp vermell amb un martell blanc a l'extrem superior esquerre. |
| Bandera del Nasjonal Samling              | 1933-1945 | Nasjonal Samling                                                                      | Camp vermell amb una creu nòrdica groga. |
| Bandera de l'Ungdomsfylking               | 1930-1945 | Ungdomsfylking, branca juvenil del Nasjonal Samling                                   | Camp verd amb el logotip del Nasjonal Samling. |
| Bandera de l'NS Kvinneorganisasjonen      | 1930-1945 | NS Kvinneorganisasjonen, organització femenina del Nasjonal Samling                   | Camp blau amb el logotip del Nasjonal Samling. |
| Bandera de la Kvinnehirden                | 1930-1945 | Kvinnehirden, branca de l'organització femenina del Nasjonal Samling                  | Camp beix amb el logotip del Nasjonal Samling. |
| Bandera del Hirden                        | 1940-1945 | Hirden                                                                                | Camp negre amb el logotip de l'organització paramilitar, una creu solar amb dues espases a banda i banda en groc i vermell.                                     |
| Bandera de l'Unghirden                    | 1940-1945 | Unghirden, branca juvenil de Hirden                                                   | Camp verd amb el logotip de l'organització paramilitar. |
| Bandera de l'NS Arbeidstjeneste           | 1940-1945 | NS Arbeidstjeneste, Servei laboral del Nasjonal Samling                               | Camp ocre amb el logotip de l'NS Arbeidstjeneste. |
| Bandera de l'NS Kvinnelig Arbeidstjeneste | 1940-1945 | NS Kvinnelig Arbeidstjeneste, branca femenina del Servei laboral del Nasjonal Samling | Camp ocre amb el logotip de l'NS Kvinnelig Arbeidstjeneste. |

## Navilieres
| Bandera                                  | Data          | Ús                                              | Descripció |
| ---------------------------------------- | ------------- | ----------------------------------------------- | --- |
| Bandera de Royal Caribbean International | 1969-avui dia | Royal Caribbean International                   | Camp blanc amb una àncora blava en forma d'escut. |
| Bandera de Grimaldi Group                | 1903-avui dia | Det Stavangerske Dampskibsselskap (DSD          | L'ensenya, que es remunta al 1903 i fou dissenyada pel primer oficial Ommund Thingbø, ha generat certa controvèrsia, ja que és gairebé idèntica a la bandera del territori nord-americà de Puerto Rico. |
| Bandera de Nortraship                    | 1941-1958     | Nortraship                                      | Bandera naval amb una àncora groga al quarter. |
|                                          | ?-2006        | Ofotens og Vesteraalens Dampskibsselskab (OVDS) | Camp vermell amb un rombe blanc que conté la lletra "O" en blau. |
|                                          | ?-2006        | Troms Fylkes Dampskibsselskap (TFDS)            | Camp vermell amb un rectangle blau fimbriat de blanc que conté un estel de cinc puntes envoltat per les lletres TFDS en blanc.                                                                          |

## Religioses
| Bandera             | Data          | Ús                  | Descripció                                                                 |
| ------------------- | ------------- | ------------------- | -------------------------------------------------------------------------- |
| Església de Noruega | 1990-avui dia | Església de Noruega | Bandera heràldica amb l'emblema de l'església evangèlica luterana noruega. |

## Històriques

### Ocupació alemanya
| Bandera                                 | Data      | Ús                                      | Descripció |
| --------------------------------------- | --------- | --------------------------------------- | --- |
| Bandera del Reichskommissariat Norwegen | 1940-1945 | Bandera del Reichskommissariat Norwegen | |
| Bandera del Reichskommissariat Norwegen | 1942-1945 | Possible bandera del govern Quisling    | Es va utilitzar com a bandera de cotxe durant la primera reunió del Parlament l'any 1942. Consisteix en la bandera de guerra noruega amb la insígnia del partit Nasjonal Samling al quarter. |

### Unió entre Suècia i Noruega
| Bandera                                          | Data      | Ús                                        | Descripció                                                                                  |
| ------------------------------------------------ | --------- | ----------------------------------------- | ------------------------------------------------------------------------------------------- |
| Bandera de la Unió entre Suècia i Noruega        | 1815–1844 | Bandera de la Unió entre Suècia i Noruega |                                                                                             |
| Bandera de la Unió entre Suècia i Noruega (1844) | 1844–1898 | Bandera mercant                           | Bandera comercial alternativa de Noruega. Utilitzada pels vaixells al sud del cap Fisterra. |
| Bandera mercant (1818-1844)                      | 1844–1905 | Bandera naval i de guerra                 |                                                                                             |

### Regne de Noruega
| Bandera                                        | Data      | Ús                          | Descripció                                                                                             |
| ---------------------------------------------- | --------- | --------------------------- | --- |
| Bandera del regne de Noruega (1814)            | 1814-1821 | Bandera del regne           | Basada en la bandera de Dinamarca però afegeix el lleó de l'escut noruec al quarter superior esquerre. |
| Bandera de guerra del regne de Noeruega (1814) | 1814      | Bandera d'estat i de guerra | |
| Penó del regne de Noeruega (1814)              | 1814      | Penó reial                  | |

### Unió entre Dinamarca i Noruega
| Bandera              | Data      | Ús                   | Descripció                                                                                        |
| -------------------- | --------- | -------------------- | ------------------------------------------------------------------------------------------------- |
| Bandera de Dinamarca | 1537-1814 | Bandera de Dinamarca | Des del 1748 fou l'única bandera mercant aprovada.                                                |
|                      | 1796-1848 |                      | Bandera utilitzada pels vaixells danesos i noruecs que naveguen a les Índies Occidentals Daneses. |

### Unió de Kalmar
| Bandera                      | Data      | Ús             | Descripció                                                                  |
| ---------------------------- | --------- | -------------- | --------------------------------------------------------------------------- |
| Bandera de la Unió de Kalmar | 1397-1523 | Unió de Kalmar | Eric de Pomerània la va descriure com una creu vermella sobre un fons groc. |

### Regne de Noruega (872-1397)
| Bandera                           | Data       | Ús              | Descripció                                                                      |
| --------------------------------- | ---------- | --------------- | ------------------------------------------------------------------------------- |
| Estendard regne de Noruega s. XIV | segle xiii | Estendard reial | Ensenya considerada com la predecessora de l'actual estàndard reial de Noruega. |

### Segles IX-XI
| Bandera            | Data        | Ús                 | Descripció |
| ------------------ | ----------- | ------------------ | --- |
| Estendard del corb | segle ix-xi | Estendard del corb | Estendard possiblement de naturalesa totèmica, utilitzada per diversos caps tribals vikings i d'altres monarques escandinaus entre el segle ix i el segle xi. |

## Propostes

### Territoris no incorporats
| Bandera                           | Data | Ús                        | Descripció |
| --------------------------------- | ---- | ------------------------- | --- |
| Proposta bandera d'Svalbrd (1930) |      | Arxipèleg de les Svalbard | Proposta de l'Associació Agrària Noruega (Norges Bondelag) per a les Svalbard. Bandera formada pel lleó de l'estendard reial sobre un camp de vaire revessat, les puntes mirant cap avall. |

### Històriques[32][1][33]
| Bandera                                       | Data      | Ús                                       | Descripció |
| --------------------------------------------- | --------- | ---------------------------------------- | --- |
| Bandera proposta de Cristià VIII              | 1814      | Proposta de Cristià VIII de Dinamarca    | Camp verd amb una creu nòrdica de color gris. |
| Bandera proposta de Cristià VIII              | 1814      | Proposta de Carles XIV Joan              | Bandera de Suècia amb l'escut d'armes noruec de 1814–1821 al quarter. |
| Bandera proposta de Gregers Lundh             | 1814      | Proposta de Gregers Lundh                | |
| Bandera proposta de Gregers Lundh             | 1814      | Proposta de Gregers Lundh                | |
| Bandera proposta d'Svend Busch Brun           | 1814      | Proposta de Svend Busch Brun             | |
| Bandera proposta de Peder Jacobsen Bøgvald    | 1815      | Proposta de Peder Jacobsen Bøgvald       | |
| Bandera proposta de Niels Aall                | 1815      | Proposta de Niels Aall                   | |
| Bandera proposta de Niels Aall                | 1815      | Proposta de Niels Aall                   | |
| Bandera proposta de Gabriel Schanche Kielland | 1820      | Proposta de Gabriel Schanche Kielland    | |
| Bandera proposta de Jan Rasmussen Sande       | març 1821 | Proposta de Jan Rasmussen Sande          | Basada en la proposta de Carles XIV Joan afegint-t'hi l'escut d'armes noruec de 1814–1821 al centre de la creu blanca. |
| Bandera 1821 proposta 1                       | maig 1821 | Proposta del comitè del Parlament noruec | Proposta 1. A partir de la proposta número 12 de Grimstad, el comitè va afegir-hi el lleó i els cinc estels o creus. Aquestes representaven les 5 diòcesis d'Akershus, Bergenhus, Christiansand, Trondhjem i Tromsø. Aquesta proposta era la bandera impulsada inicialment pel comitè de banderes, tot i que no va rebre cap vot per part del parlament. |
| Bandera 1821 proposta 2                       | maig 1821 | Proposta de Fredrik Meltzer              | Proposta 2. |
| Bandera 1821 proposta 3                       | maig 1821 | Proposta de Fredrik Meltzer              | Proposta 3. Disseny escollit pel parlament amb 40 vots a favor de 59. |
| Bandera 1821 proposta 6                       | maig 1821 | Proposta desconeguda                     | Proposta 6. |
| Bandera 1821 proposta 7                       | maig 1821 | Proposta desconeguda                     | Proposta 7. |
| Bandera 1821 proposta 8                       | maig 1821 | Proposta de Christian Magnus Falsen      | Proposta 8. |
| Bandera 1821 proposta 10                      | maig 1821 | Proposta desconeguda                     | Proposta 10. |
| Bandera 1821 proposta 11A                     | maig 1821 | Proposta de la comissió de Bergen        | Proposta 11A. |
| Bandera 1821 proposta 11B                     | maig 1821 | Proposta de la comissió de Bergen        | Proposta 11B. |
| Bandera 1821 proposta 11C                     | maig 1821 | Proposta de la comissió de Bergen        | Proposta 11C. |
| Bandera 1821 proposta 12                      | maig 1821 | Proposta del municipi de Grimstad        | Proposta 12. |
| Bandera 1821 proposta 13                      | maig 1821 | Proposta de Poul Holst                   | Proposta 13. |
| Bandera 1821 proposta 14                      | maig 1821 | Proposta d'Andreas Martin Seip           | Proposta 14. |
| Bandera 1821 proposta 15                      | maig 1821 | Proposta de Christian Magnus Falsen      | Proposta 15. |
| Bandera 1821 proposta 16                      | maig 1821 | Proposta del municipi de Tønsberg        | Proposta 16. |
| Bandera 1821 proposta 18                      | maig 1821 | Proposta desconeguda                     | Proposta 18. |

Notes:
1. ↑  El 1821, el parlament noruec va nomenar un comitè de banderes per trobar una nova bandera mercant de Noruega. Es van presentar 18 propostes per ser jutjades pel comitè. El 4 de maig, el parlament va celebrar la votació per escollir la que havia de ser la bandera noruega. Els documents originals de 14 de les 18 propostes de banderes s'emmagatzemen a l'arxiu del parlament, però falten les propostes 4, 5, 9 i 17.[39]